# Windows 2.0
Windows 2.0 (nom en clau Nixa) és un entorn operatiu basat en GUI de Microsoft Windows per a processadors de 16 bits, va ser llençat el 9 de desembre de 1987, i és el successor de Windows 1.0.

## Carecterístiques
Windows 2.0 permeten que les aplicacions de Windows es superposin entre si a diferència del seu predecessor Windows 1.0, que podria mostrar finestres només amb rajoles. Windows 2.0 també va introduir moltes dreceres de teclat sofisticades i la terminologia de "Minimitzar" i "Maximitzar", al contrari de "Iconitzar" i "Zoom" al Windows 1.0. La configuració bàsica de les finestres va ser introduït aquí a través de Windows 3.1. Les aplicacions de Windows 1.x, Windows 2.x no poden executar-se en Windows 3.1 o sense modificacions, ja que no van ser dissenyada per la manera protegida. Windows 2.0 va ser la primera versió de en integrar el panell de control panel.
Noves característiques incloses a Windows 2.0 van ser els gràfics VGA (Encara que només 16 colors). Va ser també l'última versió de Windows que no requereix un disc dur. Amb la millora en velocitat, fiabilitat i facilitat d'ús, els ordinadors ara vaN començar a ser part de la vida diària per a alguns treballadors. Les icones de l'escriptori i l'ús de dreceres de teclat van ajudar a accelerar el treball. Al Windows 2.x EGA, VGA, i els controladors de Tandy en particular, proporciona una solució a Windows 3.0 per als usuaris que volien gràfics en color en màquies 8086 (una característica que normalment la versió no va donar suport). El suport de memòria EMS també va aparèixer per primera vegada.

## Suport d'aplicacions
Les primeres versions de Microsoft Word i Microsoft Excel corrien en Windows 2.0. El suport per a desenvolupadors de tercers per a Windows es va incrementar substancialment amb aquesta versió (alguns enviats al programari de Windows en temps d'execució amb les seves aplicacions, per als clients que no ha adquirit la versió completa de Windows). No obstant això, la majoria dels desenvolupadors encara mantenien les versions del programari per a DOS, ja que els usuaris de Windows encara eren una clara minoria del seu mercat. Windows 2.0 encara depenia del sistema DOS i que encara no ha superat la marca d'1 megabyte en termes de memòria.
Van haver algunes aplicacions que es lliuren amb Windows 2.0. Aquestes són:
- CALC.EXE – la calculadora[9]
- CALENDAR.EXE – calendari electrònic[9]
- CARDFILE.EXE – gestor d'informació personal[9]
- CLIPBRD.EXE – programari per a la visualització dels continguts del Porta-retalls[9]
- CLOCK.EXE – un rellotge[9]
- CONTROL.EXE – La utilitat del sistema responsable de la configuració de Windows 2.0[9]
- CVTPAINT.EXE - Converteix arxius de Paint al format 2.x[10]
- MSDOS.EXE – un simple gestor de fitxers[9]
- NOTEPAD.EXE – un editor de text[9]
- PAINT.EXE – un editor d'imatges de mapa de bits que permet als usuaris per pintar i editar imatges de manera interactiva a la pantalla de l'ordinador[9]
- PIFEDIT.EXE – un editor d'arxius d'informació de programa que defineix com un programa de DOS ha de comportar-se dins de Windows
- REVERSI.EXE – un videojoc de PC d'Othello[9]
- SPOOLER.EXE – la cua d'impressió de Windows, un programa que gestiona i manté una cua dels documents a imprimir, enviar a la impressora tan aviat com la impressora està preparada[9]
- TERMINAL.EXE – un emulador de terminal[9]
- WRITE.EXE – un simple processador de textos[9]

## Conflicte legal amb Apple
El 17 de març de 1988, Apple Inc. presentar una demanda contra Microsoft i Hewlett-Packard, acusant-los de violar els drets d'autor d'Apple que va dur a terme en el programari del sistema Macintosh. Apple va afirmar el "Look and feel (en català "Veure i sentir")" del sistema operatiu Macintosh, pres com un tot, va ser protegit per copyright i això perquè Windows 2.0 va violar aquests drets d'autor per tenir les mateixos icones. El jutge va denegar a favor de Hewlett-Packard i Microsoft en tots menys 10 de les 189 patents que Apple demandada. Les exclusives 10 no van poder ser de propietat, com governat pel judge.